# Andrei Sangheli
Andrei Sangheli (ur. 20 lipca 1944 w miejscowości Grinăuți w rejonie Jedyńce) – mołdawski polityk, agronom i działacz komunistyczny, parlamentarzysta i minister, od 1992 do 1997 premier Mołdawii.

## Życiorys
Z wykształcenia agronom, absolwent instytutu rolniczego w Kiszyniowie (1971). Pracował jako główny agronom, wicedyrektor i dyrektor państwowego gospodarstwa rolnego. Pełnił też funkcję wiceprzewodniczącego państwowej rady gospodarstw rolnych w Mołdawskiej SRR. Od 1967 do 1991 członek Komunistycznej Partii Związku Radzieckiego, pełnił różne funkcje w strukturach KPZR. W latach 1986–1990 był pierwszym zastępcą przewodniczącego Rady Ministrów Mołdawskiej SRR, a do 1989 równocześnie przewodniczącym państwowego komitetu rolno-przemysłowego Mołdawskiej SRR. Od lipca 1990 do sierpnia 1991 członek KC KPZR. W latach 1990–1992 zajmował stanowiska pierwszego wicepremiera oraz ministra gospodarki rolnej i przemysłu spożywczego Mołdawskiej SRR i następnie niepodległej Mołdawii.
W lipcu 1992 prezydent Mircea Snegur powierzył mu funkcję premiera. Był jednym z liderów Demokratycznej Agrarnej Partii Mołdawii, która zwyciężyła w wyborach parlamentarnych w 1994. Pozostał wówczas na stanowisku premiera. W 1996 wystartował w wyborach prezydenckich, zajmując w nich czwarte miejsce z wynikiem 9,5% głosów. Po tej porażce ustąpił z funkcji premiera, kończąc urzędowanie w styczniu 1997. W 1998 bez powodzenia kandydował do Parlamentu Republiki Mołdawii – agraryści nie przekroczyli wówczas wyborczego progu.
Po odejściu z polityki został dyrektorem generalnym przedsiębiorstwa Limagrain Moldova.